# Hans Moser (kézilabdázó)
Hans Moser (született: Ioan Moser, Temesvár, 1937. január 24. – ) kétszeres világbajnok román-német kézilabdázó, edző.

## Pályafutása

### Klubcsapatokban
Mielőtt kézilabdázni kezdett, fiatalon röplabdázott és vízilabdázott, előbbi sportágban válogatott kerettag is volt. 1952 és 1956 között középiskolai tanulmányai alatt a temesvári Constructorul és Știința Timișoara csapataiban kézilabdázott, 1956-ban bajnoki címet nyert hazájában. A szülővárosában három évig folytatott agronómiai tanulmányait követően a bukaresti Sport Intézetben (1960–1965) testnevelés szakon tanult. Ebben az időben a Dinamo Bukarest csapatában játszott. Az 1964–1965-ös szezonban megnyerte a Bajnokcsapatok Európa-kupáját az együttessel. 1964-ben „A legjobb kézilabdázó a világon” titulussal illették. Összesen tizenegy alkalommal volt bajnok a Dinamóval, három alkalommal nagypályás kézilabdában. 1968-ban a román hatóságok engedélyezték, hogy hat hónapra Nyugat-Németországba utazzon a TV Milbertshofen csapatához, ahol játékos-edzőként alkalmazták, azonban Moser a disszidálást választotta, és nem tért vissza Romániába. Visszavonulása után több kisebb német és svájci klubcsapat vezetőedzője volt.
2000-ben a World Handball Magazine Cornel Penu és Gheorghe Gruia társaságában beválasztotta az évszázad csapatába.

### A válogatottban
A román válogatottban 224 alkalommal lépett pályára. 1961-ben és 1964-ben világbajnokságot nyert a csapattal, 1967-ben pedig a világbajnoki bronzérmes csapat tagja volt.

## Magánélete
Négyszer nősült élete során, és legalább három gyermeke született. 1996-ban több vállalkozást is létrehozott Romániában. 2004-ben hamisítás és csalás vádjával vizsgálat indult ellene. 2008-ban a máramarosszigeti bíróság egyéves és hat hónapos börtönbüntetést ítélte, három és fél évre felfüggesztve.